# Bettina Bereś
Bettina Bereś (ur. 1958) – polska artystka, malarka, hafciarka. Córka Marii Pinińskiej-Bereś i Jerzego Beresia.

## Życiorys
W latach 1978–1981 roku studiowała historię sztuki na Uniwersytecie Jagiellońskim. Od 1985 do 1989 współorganizowała z Martą Tarabułą Galerię Zderzak w Krakowie. W 1995 roku wzięła udział w tworzeniu galerii i Stowarzyszenia Otwarta Pracownia. Członkini ZPAP.  Mieszka i pracuje w Krakowie.

## Działalność artystyczna
Uczestniczka rezydencji i projektów: Ogród wspomnień, 9 Land Art Festival 2019, Fundacja Latająca Ryba w 2019, Wspomnienia wspomnień, Centrum Kultury ZAMEK w Poznaniu w 2018, Uczta w Bublu, 8 Land Art Festival 2018, Fundacja Latająca Ryba, Bubel-Granna w 2018.
Artystka od 2016 roku wykonuje powtórzenia performanców Marii Pinińskiej-Bereś : Działanie na przyrządy kuchenne, The Approach Gallery, Londyn w 2019, Tylko miotła, Akcja Lublin! Rozdział 2, Galeria Labirynt, Lublin w 2018, Umycie rąk, Galeria MONOPOL, Warszawa w 2017, Kobieta w oknie, BWA, Olsztyn w 2017, Żywy róż, Galeria Sztuki Współczesnej Bunkier Sztuki, Kraków w 2016.
Od 2004 roku prowadzi niekomercyjną wypożyczalnię obrazów, która „ma na celu popularyzację wieszania obrazów na ścianach. Umożliwia obcowanie ze sztuką współczesną bez angażowania środków finansowych" (Regulamin Wypożyczalni Obrazów).
Krystyna Czerni pisze „Malarstwo Bettiny Bereś, jakie dziś znamy, powstało w reakcji na wszechobecny, wizualny zgiełk, chaos współczesności. Wybór obiektów prostych, niezbędnie użytecznych, tworzy alternatywę dla cywilizacji nadmiaru i kreowanych sztucznie potrzeb”. Artystka stworzyła także cykle serwetek i makatek, w których wyszyty tekst spełnia zasadniczą rolę. Zrealizowała również aranżacje artystyczne (Dwie moje piękne babki, 2009, Zdjęcie zaręczynowe, 2011, Uczta w Bublu, 2018 i inne).
W 2024 ukazała się jej książka wspomnieniowa Awangarda między kuchnią a łazienką. Maria Pinińska-Bereś i Jerzy Bereś, za którą otrzymała nagrodę Krakowska Książka Miesiąca Października 2024.

### Wystawy indywidualne
- 2020 Obrazy bez laktozy, Galeria Pryzmat, Kraków;
- 2019 Wspomnienia wspomnień, CK Zamek Poznań[13];
- 2019 Nie rozRÓŻniam, filodendron i fiołki w cukrze, Shefter Gallery, Kraków;
- 2018 Wyprałam, Galeria sztuki Wozownia, Toruń[14];
- 2018 Wyprałam, Galeria ogrodowa, Festiwal Otwarte Mieszkania, Kraków;
- 2018 Moja mama urodziła się w Poznaniu, Galeria Miejska Arsenał, Poznań[15];
- 2018 Mój prapradziadek był zawiadowcą kopalni w Niwce, Galeria Extravagance, Sosnowieckie Centrum Sztuki – Zamek Sielecki[16];
- 2017 Uczta, Galeria Centrum NCK, Kraków[17];
- 2016 Dobrze już było, BWA, Olsztyn;
- 2015 Makatki na ulicy Głównej, V Międzynarodowy Festiwal Sztuki Efemerycznej „Konteksty”, Sokołowsko;
- 2014 Zdjęcie zaręczynowe, Galeria Korekta, Warszawa;
- 2011 Zdjęcie zaręczynowe, Otwarta Pracownia, Kraków[18];
- 2010 Dwie babki, Galeria Mieszkanie 23, Kraków;
- 2008 Boli, Galeria Mieszkanie 23, Kraków;
- 2006 Small Things, Kabusa Konsthall, Köpingebro, Szwecja;
- 2005 Wystawa na srebrne wesele, Otwarta Pracownia, Kraków;
- 2005 Wypożyczalnia obrazów, działanie na plenerze, Ogólnopolskie Spotkania Twórców, Kalwaria Zebrzydowska;
- 2005 Miski, Baszta Czarownic, BWA Słupsk[19];
- 2004 Wypożyczalnia obrazów, działanie na plenerze, Ogólnopolskie Spotkania Twórców, Kalwaria Zebrzydowska;
- 2004 Piecyki i wanny, Galeria Samochodowa w Tunelu, Kraków;
- 2004 Obrazy na ścianach, Galeria Program, Warszawa;
- 2004 Małe obrazy, Mała Galeria, Nowy Sącz;
- 2004 Lepsza cnota niż wór złota, Galeria Manhattan, Łódź;
- 2003 Idzie zima, Galeria Szara, Cieszyn;
- 2003 Artykuły pierwszej potrzeby, Otwarta Pracownia, Kraków;
- 2003 Artykuły pierwszej potrzeby, Galeria Bielska BWA, Bielsko-Biała;
- 2002 Bez gruntu, Galeria Sztuki Współczesnej „Wieża Ciśnień”, Konin;
- 2002 Artykuły pierwszej potrzeby, Galeria Promocyjna, Warszawa;
- 2001 Środki czystości, Otwarta Pracownia, Kraków[20];
- 2001 Wystawa dla Jadzi, Galeria Zamek, Przemyśl;
- 2001 Olej na płótnie, Galeria Koło, Gdańsk;
- 1999 Pies i kot, Otwarta Pracownia, Kraków;
- 1998 Trzy strony obrazu (z S. Kobą i I. Bęcem), Galeria ZPAP Pryzmat, Kraków;
- 1996 Koza i inne obrazy, Galeria BWA, Sandomierz;
- 1995 Obrazy w czasie zarazy II, Otwarta Pracownia, Kraków[21];
- 1995 Obrazy w czasie zarazy II, Rostworowski Gallery, Kraków;
- 1994 Obrazy z lat 1986–93, Galeria Grodzka BWA, Lublin;
- 1993 Obrazy z lat 1986–93, Galeria Pryzmat, Kraków;
- 1986 A ja lubię ładne obrazy, Galeria Zderzak, Kraków.

### Wybrane wystawy zbiorowe[22]
- 1995 1(1)95, Otwarta Pracownia, Kraków
- 1996 Rozpoznanie. Obrazy z lat 90., Galeria Sztuki Współczesnej „Bunkier Sztuki”, Kraków
- 1997 Artyści Galerii, Galeria Artystów., Zamek i BWA w Sandomierzu
- 1997 C.D. Otwarta Pracownia, Kraków
- 1997 Czy malarstwo może zbawić?, BWA Częstochowa
- 1997 Czy malarstwo może zbawić?, BWA Słupsk
- 1997 Czy malarstwo może zbawić?, BWA Tarnów
- 1997 Figury i Znaki, Galeria ZPAP Sukiennice, Kraków
- 1998 Dietla 11/98, Otwarta Pracownia, Kraków
- 1998 Otwarta Pracownia, BWA Jelenia Góra
- 1998 Otwarta Pracownia, BWA Legnica
- 1998 Otwarta Pracownia, BWA Wałbrzych
- 1999 1999/2000, Otwarta Pracownia, Kraków
- 2000 2000 / 2001, Otwarta Pracownia, Kraków
- 2000 Forum galerii i innych miejsc sztuki, Centrum Sztuki Współczesnej „Łaźnia” w Gdańsku
- 2000 Wystawa nr 60, Otwarta Pracownia, Kraków